# Saintpaulia shumensis
Saintpaulia shumensis är en tvåhjärtbladig växtart som beskrevs av Brian Laurence Burtt. Saintpaulia shumensis ingår i släktet Saintpaulia och familjen Gesneriaceae. Inga underarter finns listade i Catalogue of Life.

## Bildgalleri

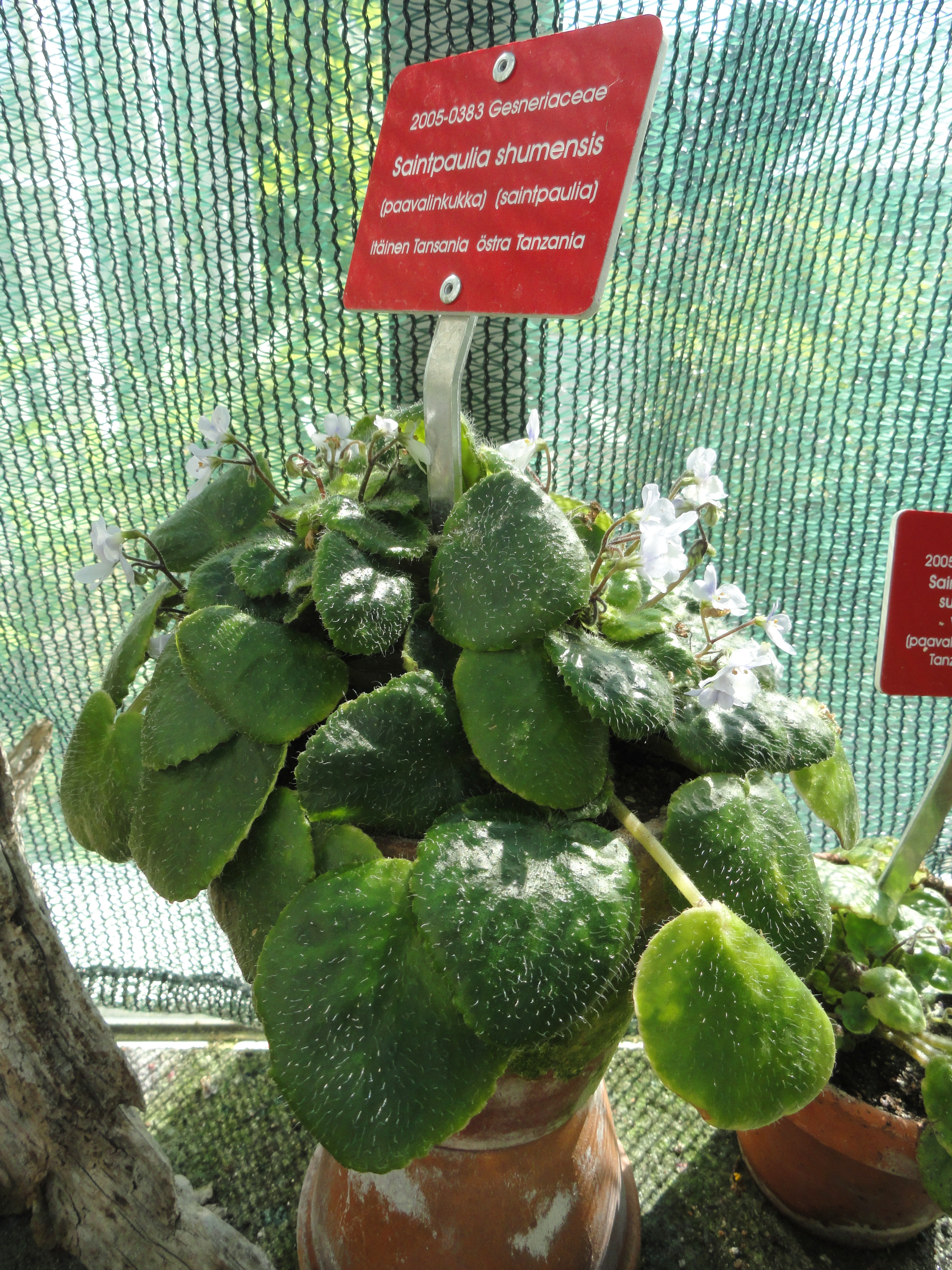
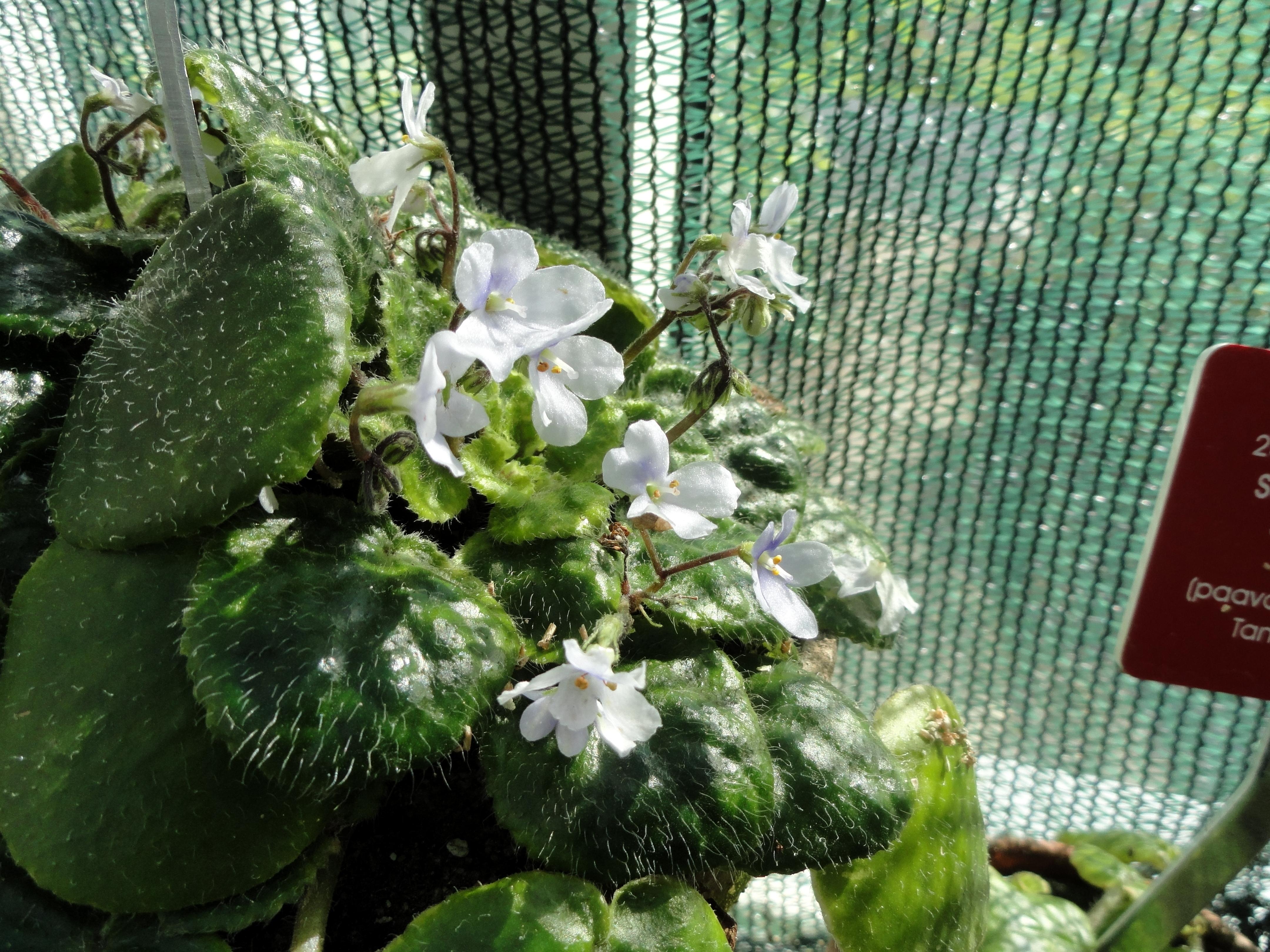